# Þorvaldr veili
Þorvaldr (inn) veili (apodado Thorvaldur el Enfermo) fue un escaldo de Islandia en el siglo X. Brennu-Njáls saga relata las circunstancias de su muerte. Þorvaldr era un devoto pagano opuesto a la conversión forzosa del Cristianismo. Según Ólafs saga Tryggvasonar de Snorri Sturluson, compuso versos difamatorios (níð) sobre Þangbrandr, un misionero enviado a Islandia por el rey Olaf Tryggvason (otro escaldo islandés Vetrliði Sumarliðason, hizo lo mismo). Cuando Þangbrandr llegó a su plaza, en Grímsnes, Þorvaldr reunió tropas para asesinarle a él y su compañero de viaje Guðleifr Arason, pero el sacerdote estaba sobre aviso y Þorvaldr fue asesinado:
Þangbrandr atravesó con una lanza a Þorvaldr, pero Gudleif le golpeó en el hombro y cortó su brazo, y fue su muerte.

—La historia de la quema de Njal (98)
A medida que preparaba la trampa, Þorvaldr había pedido al escaldo Úlfr Uggason que le prestase ayuda contra el «lobo sodomita de los dioses» (ArgR goðvargr), pero Ulfr se negó a verse involucrado. Esta petición tomó forma de lausavísur, y es todo lo que sobrevive de su obra. Pero según Háttatal de Snorri Sturluson, fue también el autor de un drápa sobre la historia de Sigurd. Este drápa fue notable por su métrica variable (steflaus) y compuesta en una variante skjálfhent.